# 凱察尼鄉

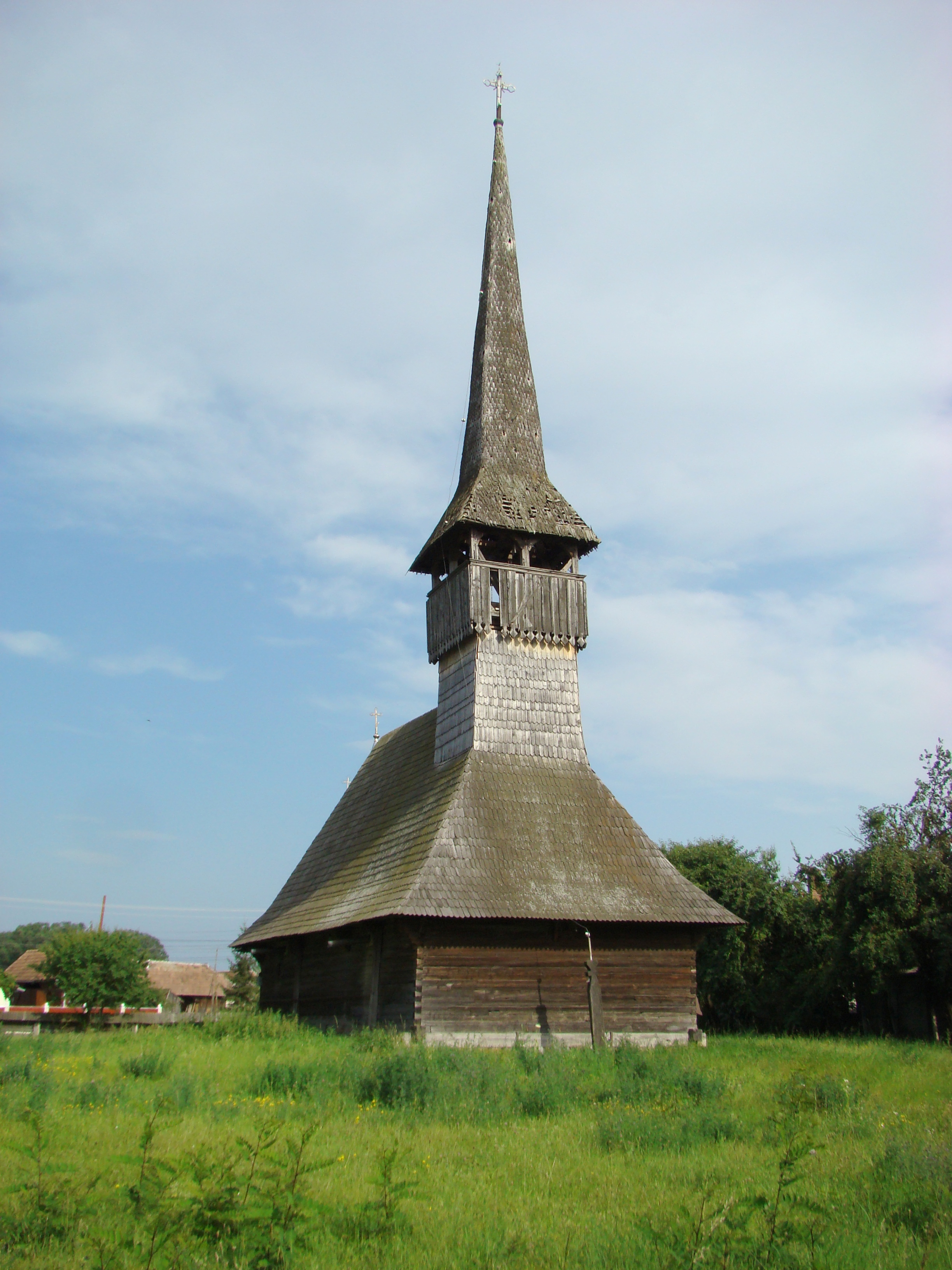

46°28′N 24°02′E / 46.467°N 24.033°E
凱察尼鄉（羅馬尼亞語：Comuna Chețani, Mureș），是羅馬尼亞的鄉份，位於該國中部，由穆列什縣負責管轄，面積55平方公里，海拔高度331米，2007年人口2,794，人口密度每平方公里50人。